# Kriechendes Bohnenkraut
Das Kriechende Bohnenkraut (Satureja spicigera), auch Kriechendes Berg-Bohnenkraut und Niederliegendes Bohnenkraut genannt, ist eine Pflanzenart aus der Gattung Bohnenkräuter (Satureja) in der Familie der Lippenblütler (Lamiaceae). Der aromatisch duftende, niederliegende Zwergstrauch ist in der nordöstlichen Türkei, der Kaukasusregion sowie im Iran beheimatet und wird als Zier- und Gewürzpflanze verwendet.

## Beschreibung

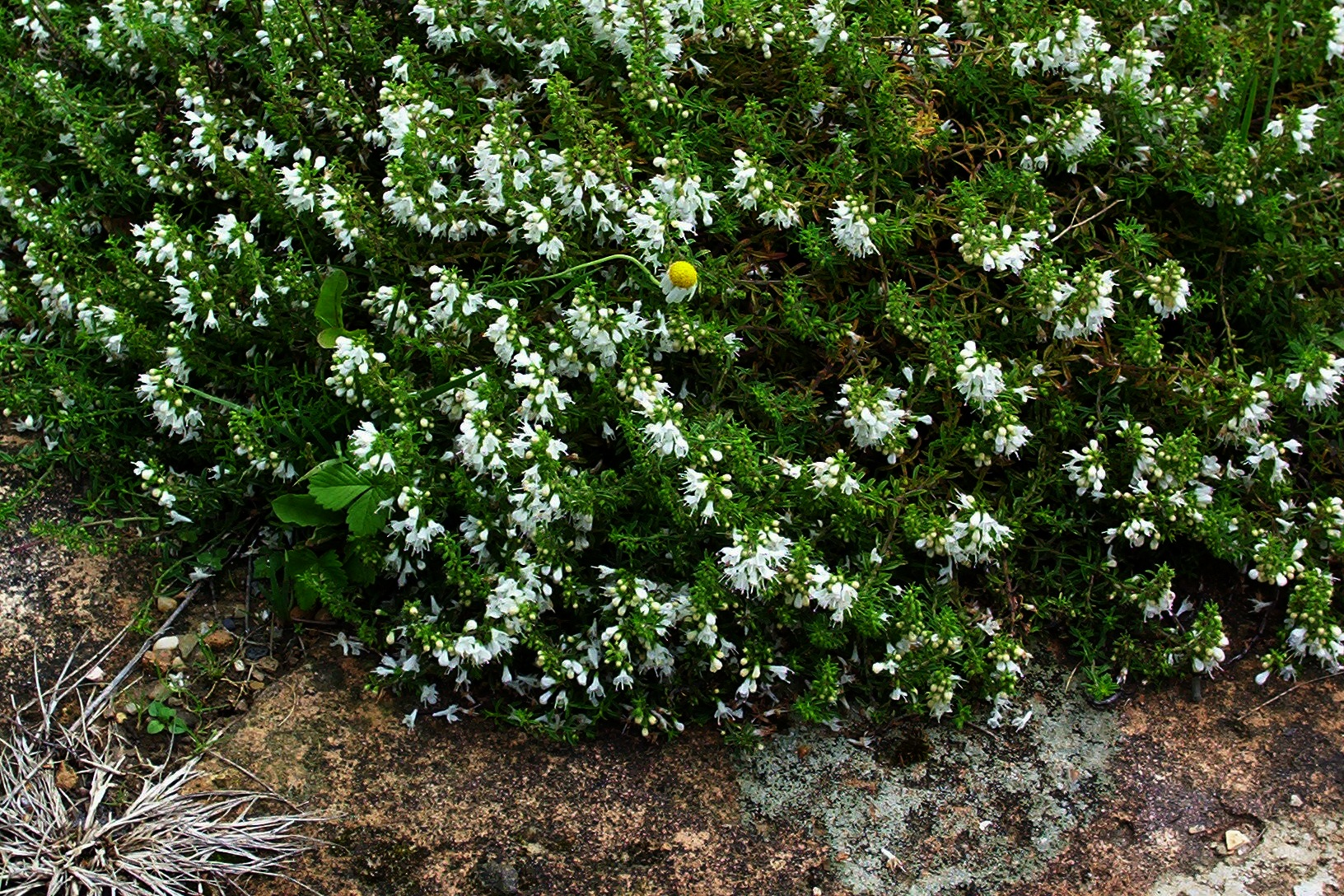
Habitus des Kriechenden Bohnenkrauts

### Vegetative Merkmale
Das Kriechende Bohnenkraut ist ein aromatisch duftender, sommergrüner Zwergstrauch, der eine Höhe von 10–15 cm und eine Breite von etwa 30–60 cm erreicht. Die dicht gegenständig angeordneten Laubblätter sind fast sitzend. Die einfache, ganzrandige, ledrige Blattspreite ist länglich bis verkehrt-eilanzettlich oder linealisch, 10–25 mm lang und etwa 2,5 mm breit.

### Generative Merkmale
Ab September erscheinen zahlreiche, etwa 1 cm lange, weiße Lippenblüten in Form von einseitswendigen Scheinähren oder Scheinquirlen mit kleinen lanzettlichen Vorblättern. In einem Scheinquirl stehen meist fünf deutlich gestielte Blüten zusammen. Die zwittrige, zygomorphe Blüte hat eine doppelte Blütenhülle. Der grüne, schwach zygomorphe Blütenkelch hat drei kleine und zwei größere Zähne. Die zu einer Röhre verwachsenen, weißen Kronblätter bilden am Kronensaum eine mehr oder weniger flache obere Kronlippe und eine breite, dreigelappte, untere Kronlippe mit einem stumpf ausgerandeten mittleren Kronlappen. Es werden kleine eiförmige, leicht behaarte Klausenfrüchte gebildet.

### Chromosomensatz
Die Chromosomengrundzahl ist x = 15. Es liegt Tetraploidie mit einer Chromosomenzahl von 60 vor.

## Ökologie
Blütenökologisch besitzt das Kriechende Bohnenkraut vormännliche „eigentliche Lippenblumen“, die Nektar und Pollen anbieten. Als Bestäuber dienen vor allem Honigbienen, Hummeln und andere Wildbienen.

## Vorkommen
Das Kriechende Bohnenkraut ist in der nordöstlichen Türkei, der Kaukasusregion und im Iran beheimatet. Die Art besiedelt sonnige, trockene Felshänge, Geröllhalden und Böschungen auf schotterreichen, kalkhaltigen Böden.

## Verwendung
Das Kriechende Bohnenkraut ist sehr anpassungsfähig und eignet sich als trockenheitsresistente Zierpflanze für mediterrane Gärten, Steingärten, Mauerkronen, Kräutergärten, Blumenkästen und Kübel. Die Pflanze bevorzugt vollsonnige Standorte und durchlässigen, trockenen, kalkreichen Boden. Da sie erst im späten Frühling austreibt, eignet sie sich gut für artenreiche Unterpflanzungen mit niedrigen Frühjahrsblühern wie Krokussen, Stern-Tulpen und Felsen-Tulpen. Sie passt auch gut zu anderen mediterranen Halbsträuchern, beispielsweise als spätblühende Begleitpflanze von Thymian. Das Bohnenkraut ist winterhart bis etwa −23 °C (Zone 6a), reagiert aber empfindlich auf winterliche Nässe.
Die Blätter des Kriechenden Bohnenkraut werden frisch oder getrocknet wie die des Sommer-Bohnenkrauts und des Winter-Bohnenkrauts in der mediterranen Küche zum Würzen von Gemüse- und Fleischgerichten, Marinaden und Oliven genutzt. Der Geschmack ist würzig aromatisch bis pfeffrig-scharf und ähnelt dem von Thymian und Oregano. Das ätherische Öl der oberirdischen Pflanzenteile enthält flüchtige Terpenoide, insbesondere Carvacrol (10–54 %) und Thymol (30–36 %). Diese wirken appetitanregend, verdauungsfördernd und entzündungshemmend.

## Systematik
Die Erstveröffentlichung von Satureja spicigera erfolgte 1879 durch Pierre Edmond Boissier in Flora orientalis, Band 4, S. 566 und beruht auf der Beschreibung von Micromeria spicigera K.Koch (1844) (Basionym) mit Einordnung der Pflanze in eine andere Gattung. Der artspezifische Namensteil spicigera bedeutet „Ähren tragend“ und spielt hier auf die ährenartigen Blütenstände an. Weitere Synonyme sind Clinopodium spicigerum (K.Koch) Kuntze (1891), Micromeria alternipilosa K.Koch (1846), Satureja alternipilosa (K.Koch) K.Koch (1849), Satureja diffusa Benth. ex Boiss. (1879), Clinopodium alternipilosum (K.Koch) Kuntze (1891) und Hyssopus majae A.P.Khokhr. (1989).